# Esteban de Brito
Esteban de Brito, en portugués: Estêvão de Brito, (Serpa, c. 1575 - Málaga, antes del 2 de diciembre de 1641), fue un compositor y maestro de capilla portugués activo en España.

## Vida
Esteban de Brito nació en Serpa (Portugal), hijo de Alonso Ruiz y Guiomar Martín, el menor de sus hermanos. Estudió música en la Catedral de Évora con Filipe de Magalhães.
El 1 de junio de 1597 tomó posesión del cargo de maestro de capilla de la Catedral de Badajoz (España), pero llevaba realizando las funciones desde por lo menos el 8 de febrero de ese año. En 1605 se le concedió licencia para ir a su tierra por un mes para recuperarse de una enfermedad. Durante su magisterio en Badajoz fue ordenado en Évora por el arzobispo en febrero de 1608, gracias a lo que pudo ser elegido capellán. De 1609 a 1611 se le concedió tiempo en noviembre para componer los villancicos de Navidad. Esteban introdujo en Badajoz la técnica policoral y la música de arpa, cultivando un estilo manierista. Permaneció en Badajoz hasta enero de 1613. Parece que antes de marcharse tuvo «palabras descompuestas» con el deán. El cargo fue ocupado de forma interina por Gil Fernández, que recibió ayuda de Sebastián Hernández para enseñar canto de órgano y canto llano.
Se desconoce la razón para su desplazamiento a Málaga, pero el 16 de enero de 1613 había viajado a la ciudad sin licencia para realizar las oposiciones al magisterio malagueño, comentando el Cabildo pacense la «descortesía y mas término». Francisco Vázquez había dejado vacante el cargo de maestro de capilla de la Catedral de Málaga en 1612, por lo que se realizaron unas oposiciones a las que se presentaron, además de Brito, Juan Gutiérrez de Padilla, maestro de capilla en la Iglesia Colegial de Jerez de la Frontera (Cádiz); Francisco de Ávila y Páez, maestro en el Monasterio de las Descalzas de Madrid; Francisco Martínez de Ávalos, maestro de capilla en la Sacra Capilla del Salvador de Úbeda;  y Fulgencio Méndez Avendaño, maestro de capilla de Murcia. Ganó Brito por 17 votos el 16 de febrero de 1613. El 8 de mayo de 1613 finalmente, tras la aprobación de su certificación de limpieza de sangre, fue nombrado maestro de capilla y comienza a ejercer las funciones.
En octubre de 1613 se sabe que tuvo una enfermedad grave que no le permitió componer la música para Navidad, y el racionero Garzón tuvo que ocuparse y dirigir los ensayos. El 13 de enero de 1618 solicitó licencia para desplazarse a Madrid y ver las condiciones laborales para ser maestro de capilla de la Capilla Real de Madrid, que no debieron convenirle, ya que no se oye más del tema.
El trabajo de Brito en Málaga tuvo altos y bajos. El 2 de marzo de 1618 se produjo un escándalo cuando en una misa a la que habían acudido «casi toda la ciudad y caballeros de ella y mucha gente común para oír el miserere ante la imagen del Santo Cristo» no aparecieron Brito y ciertos músicos. Las multas fueron suspendidas posteriormente. También hubo problemas con la disciplina de los músicos, que se negaban a ensayar las chanzonetas y no asistían a las pruebas. El 11 de marzo de 1619 el asunto llegó al Cabildo, ya que Brito no tenía autoridad para multar a los músicos.
El 12 de noviembre de 1640 aparecen de nuevo noticias de enfermedad de Brito, obligando a Mateo Serrano a componer las chanzonetas de Navidad. En mayo de 1641 se nombra a Francisco Mangas maestro de capilla interino. Brito falleció antes del 2 de diciembre de 1641.

## Obra
Se sabe que compuso numerosos villancicos y chanzonetas, la mayoría para las celebraciones de Navidad y Corpus Christi. Lamentablemente, estas obras se han perdido. Sin embargo, lo más relevante de sus obras son piezas litúrgicas a 4, 5, 6 y 8 voces, misas, motetes, salmos e himnos.
- Officium defunctorum (incl. Missa pro defunctis), a 4 y 6 voces; 9 pss, 29 himnos, 4 a 6 voces; 25 motetes, 4 a 8 voces: E-Mba, edición completa. en PM, serie A, vol. XXI (1972) y vol. XX (1976).
- 31 villancicos de Navidad (incl. a negro, 8 voces, Hidalgos de Portugal, 6 voces, y Sesu, que de cosa vio, 8vv).
- Perdido: Catálogo de la 1.ª Parte del Índice de la Biblioteca Musical de Juan IV de Portugal

## Ediciones musicales (partituras)
- Gavaldá, Miguel Queirol (1972), Obras varias: Motectorum Liber Primus, Officium Defunctorum, Psalmi ; [volumen I], Portugaliae Musica, vol. XXI, Lisboa, Fundación Calouste Gulbenkian.
- Gavaldá, Miguel Queirol (1976), Obras diversas ; [volumen II], Portugaliae Musica, vol. XXX, Lisboa, Fundación Calouste Gulbenkian.

## Grabaciones
- 1993, Portuguese Renaissance Music, Voces Angelicae, Teldec Classics International 4509-93690-2
  - Incluem 5 peças de Estevão de Brito.
- 1995, Officium Defunctorum, Grupo Vocal Olisipo - Armando Possante, Movieplay Classics  MOV. 3-11037